# Piero Marrazzo

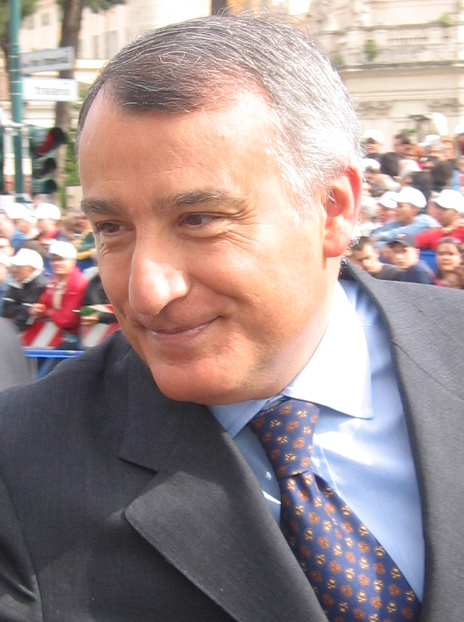
Piero Marrazzo, Juni 2006

Piero Marrazzo (* 29. Juli 1958 in Rom) ist ein italienischer Journalist und ehemaliger Politiker der Partito Democratico. Er war von 2005 bis 2009 Präsident der Region Latium.

## Leben
Er ist der Sohn von Luigia Spina und Giuseppe Marrazzo, einem Journalisten, der sich durch seine Berichte und Untersuchungen über die Mafia einen Namen machte. 
Nach einem Jurastudium begann er seine berufliche Laufbahn beim italienischen öffentlichen Rundfunk RAI. Dort war er zunächst in verschiedenen Funktionen tätig, unter anderem als Sprecher und Korrespondent der Nachrichtensendung auf Rai Due. Mit der Moderation der auf Rai Tre wöchentlich ausgestrahlten Verbraucherschutzsendung Mi manda Raitre („Mich schickt Rai Tre“) zwischen 1997 und 2004 erreichte Piero Marrazzo seinen journalistischen Höhepunkt. Die Sendung erreichte zeitweise über fünf Millionen Zuschauer (19 % Einschaltquote).
Im Jahr 2004 verließ er seine Anstellung, um sich in Latium für das Mitte-links-Bündnis L’Unione um das Amt des Regionalpräsidenten zu bewerben. Im April 2005 wurde er mit 50,7 % der Stimmen gewählt. Im Zusammenhang mit dieser Wahl kam es zu einem Skandal („Laziogate“), da Marrazzos Telefon unbefugt abgehört wurde. Die Spuren wiesen schließlich auf seinen Vorgänger im Amt des Regionalpräsidenten, Francesco Storace, der zum Gesundheitsminister in der italienischen Regierung aufgerückt, nun auch dieses Amt verlor. 

## Rückzug aus der Politik
Im Rahmen eines Ende Oktober 2009 öffentlich gewordenen Sex- und Drogen-Skandals trat er noch im gleichen Monat von seinem Amt als Regionalpräsident zurück und kündigte an, die Politik zu verlassen. Der in den Medien als „Fall Marrazzo“ (bzw. italienisch Caso Marrazzo) bezeichnete Politskandal hatte seinen Ursprung in einem am 3. Juli 2009 entstandenen Video, in dem Marrazzo zusammen mit einer transsexuellen Prostituierten in deren Wohnung zu sehen war. Zu sehen war ebenfalls Kokain, das sich in der Wohnung der Prostituierten befand. Das Video wurde in der Folge von vier Carabinieri, die im Zuge der Ermittlungen verhaftet wurden, als Erpressungsmittel gegen Marrazzo verwendet. Ob das Video von den vier Carabinieri oder von einem dort anwesenden Drogendealer und Bekannten der Prostituierten aufgenommen wurde, ist unklar. Der involvierte Drogendealer wurde am 12. September 2009 mit einer Überdosis Heroin tot in einem Hotelzimmer aufgefunden. Am 20. November 2009 kam eine weitere transsexuelle Prostituierte, die in den Fall verwickelt war, in einem ungeklärten Wohnungsbrand ums Leben. In beiden Fällen verschwand zudem Beweismaterial.
Piero Marrazzo ist in zweiter Ehe mit der Fernsehjournalistin Roberta Serdoz verheiratet und hat drei Töchter.